# Lewis Sound
Der Lewis Sound (in Chile Canal Arenales, in Chile Canal Oliver) ist eine Meerenge (Sund) im Archipel der Biscoe-Inseln vor der Westküste der Antarktischen Halbinsel. Sie verläuft in nordwest-südöstlicher Richtung zwischen der Lavoisier-Insel und Krogh Island im Nordosten sowie der Watkins-Insel im Südwesten. Sie verbindet das offene Südpolarmeer mit dem Crystal Sound.
Luftaufnahmen dieses Seewegs entstanden bei der Falkland Islands and Dependencies Aerial Survey Expedition (1956–1957). Das UK Antarctic Place-Names Committee benannte sie 1960, zunächst als Lewis Passage, nach dem britischen Kardiologen Thomas Lewis (1881–1945), der die Temperatureinwirkung auf die Blutgefäße der Haut untersucht hatte. Namensgeber der argentinischen Benennung ist Juan Antonio Álvarez de Arenales (1770–1831), ein General der Südamerikanischen Unabhängigkeitskriege. Chilenische Wissenschaftler benannten die Meerenge dagegen nach Carlos Oliver Schneider (1899–1949), Geologe bei der 1. Chilenischen Antarktisexpedition (1946–1947) und Leiter des Naturhistorischen Museums in Concepción.